# Meuse Music Records
Meuse Music Records, vollständig Meuse Music Records + Events, ist ein belgisches Independent-Label. Zum weitere Angebot des Unternehmens zählt der Versandhandel M9Music sowie Veranstaltungsmanagement.

## Geschichte
Jean-François Galler gegründet das Label zu Beginn des Jahres 2021. Seine Motivation lag in den Veränderungen des Marktes durch den russischen Überfall auf die Ukraine 2022 und die darauf folgenden Sanktionen der Europäischen Union gegen Russland. Der Krieg habe die Interaktion von russischen Doom-Metal-Labels und der europäischen Kundschaft weitestgehend beendet, und erhöhte „Zollgebühren haben die Bestellungen bei Nicht-EU-Labels wie Aesthetic Death, Weird Truth usw. sehr teuer gemacht“ während auf Extreme Metal spezialisierte Unternehmen nur wenige Veröffentlichungen aus dem Spektrum des Doom Metal anbieten. Der Name des Unternehmens Leiter sich von der Maas (franz. Meuse) ab.
Serge Manzato und Denis Halleux schlossen sich Gallers Unternehmen im April und Juli 2021 an. Seither teilen sich Manzato, Halleux und Galler die Aufgaben zu gleichen Teilen. Manzato und Halleux brachten mit ihren individuellen Interessen weitere musikalische Schwerpunkte in das Unternehmen. So verweist die Selbstdarstellung auf der Homepage des Labels auf Varianten des Doom Metal wie Atmospheric- und Funeral-Doom, auf musikalische Entwicklungen aus dem Black Metal wie Post-Black-Metal, auf den Death Metal sowie auf Musikstile jenseits des Metals wie Shoegazing.
Als erste Veröffentlichung des Labels erschien Until the Silence Embraces, der ursprünglich beim russischen Label Solitude Productions unter Vertrag stehenden brasilianischen Band HellLight als Dreifach-LP und Musikdownload. Diverse Veröffentlichungen als CD, LP und Musikdownload folgten.

## Künstler (Auswahl)
- Calliophis
- Elderseer
- Evadne
- Exitium Sui
- Gévaudan
- HellLight
- Lord of Shadows
- Ophis
- Rise to the Sky
- SolNegre
- Somnent